# Gouvernement Ódor
République slovaque
Heger Fico IV
Le gouvernement Ódor est le gouvernement de la République slovaque depuis le 15 mai 2023, durant la VIIIe législature du Conseil national.
Il est dirigé par l'indépendant Ľudovít Ódor. Il succède au gouvernement de coalition du conservateur Eduard Heger.

## Historique du mandat
Dirigé par le nouveau président du gouvernement indépendant Ľudovít Ódor, ce gouvernement est constitué d'indépendants pour préparer les élections législatives slovaques de 2023.
Il est formé à la suite de la démission du gouvernement précédent, qui reposait sur une coalition entre Les Gens ordinaires et personnalités indépendantes (OĽaNO), Nous sommes une famille (Sme Rodina), Liberté et solidarité (SaS) et Pour le peuple (ZĽ).

### Formation
En raison du retrait de la coalition de Liberté et Solidarité, rallié par une partie des députés d'OĽaNO, le 13 septembre 2022, le gouvernement Heger devient minoritaire au Conseil national. Eduard Heger prend alors l'intérim du ministère de l'Éducation, les trois autres portefeuilles de SaS étant confiés à des indépendants. Environ trois mois plus tard, l'exécutif est renversé du fait de l'adoption d'une motion de censure, qui recueille 78 voix sur 150 le 15 décembre. L'exécutif se voit confier la tâche de gérer les affaires courantes.
Le 23 janvier 2023, deux jours après l'échec d'un référendum constitutionnel d'initiative populaire, la coalition gouvernementale et SaS s'entendent sur une révision de la Constitution par voie parlementaire permettant au Conseil national de convoquer lui-même des élections anticipées, ainsi que sur la tenue d'un tel scrutin le 30 septembre suivant. Ils disposent ensemble de 87 députés, soit trois de moins que le minimum requis pour faire adopter leur réforme. L'amendement est approuvé deux jours plus tard, par 92 voix, et autorise les parlementaires à voter la dissolution du Parlement à la majorité des trois cinquièmes,. Un vote en ce sens — par 92 voix pour — intervient comme prévu le 31 janvier, provoquant la convocation d'élections anticipées au 30 septembre,.
Eduard Heger annonce la démission de son gouvernement le 7 mai 2023. Cette décision intervient au lendemain des renoncements du ministre de l'Agriculture, objet de révélations concernant une subvention reçue par son entreprise, et du ministre des Affaires étrangères. Quelques heures plus tard, la présidente de la République, Zuzana Čaputová, charge Ľudovít Ódor, économiste et vice-gouverneur de la Banque nationale de Slovaquie, de mettre sur pied un gouvernement de technocrates devant conduire la Slovaquie jusqu'aux élections législatives,.

### Échec à obtenir la confiance
Le 15 juin, son gouvernement n'obtient pas la confiance du Parlement mais la présidente indique qu'il restera en place jusqu'aux prochaines élections pour expédier les affaires courantes.

## Composition
La composition est la suivante :
| Portefeuille | Nom | Nom                              | Parti        |
| --- | --- | -------------------------------- | ------------ |
| Président du gouvernement |     | Ľudovít Ódor                     | Indépendant  |
| Vice-présidente du gouvernement Chargée du Plan national de relance et de récupération, et de l'Utilisation des fonds européens |     | Lívia Vašáková                   | Indépendante |
| Ministre des Affaires étrangères et européennes                                                                                 |     | Miroslav Wlachovský              | Indépendant  |
| Ministre de la Défense |     | Martin Sklenár                   | Indépendant  |
| Ministre de l'Intérieur |     | Ivan Šimko (jusqu'au 19/07/2023) | KDH          |
| Ministre de l'Intérieur |     | Ľudovít Ódor (par intérim)       | Indépendant  |
| Ministre de l'Économie |     | Peter Dovhun                     | Indépendant  |
| Ministre des Finances |     | Michal Horváth                   | Indépendant  |
| Ministre des Transports et des Travaux publics                                                                                  |     | Pavol Lančarič                   | Indépendant  |
| Ministre de l'Agriculture et du Développement rural                                                                             |     | Jozef Bíreš                      | Indépendant  |
| Ministre des Investissements et du Développement régional                                                                       |     | Peter Balík                      | Indépendant  |
| Ministre de la Justice |     | Jana Dubovcová                   | Indépendante |
| Ministre du Travail, des Affaires sociales et de la Famille                                                                     |     | Soňa Gaborčáková                 | Indépendante |
| Ministre de l'Environnement |     | Milan Chrenko                    | Indépendant  |
| Ministre de l'Éducation, de la Science, de la Recherche et des Sports                                                           |     | Daniel Bútora                    | Indépendant  |
| Ministre de la Culture |     | Silvia Hroncová                  | Indépendant  |
| Ministre de la Santé |     | Michal Palkovič                  | Indépendant  |